# Med-arb
Pour les articles homonymes, voir Med.
Le Med-arb est un mode alternatif de résolution des conflits qui consiste à prévoir un arbitrage en cas d'échec de la médiation. Ce mode est critiqué par la Chambre professionnelle de la médiation et de la négociation, qui le répertorie parmi les illusions intellectuelles de la médiation.

## Définition générale
Il s'agit d'une pratique développée dans des pays anglo-saxons, laquelle consiste dans l'association de l'arbitrage à la médiation, en un seul processus.
En France, le recours au Med-arb apparaît plus que confidentiel. On le trouve décrit de façon affirmée par l'organisme d'arbitrage mis en place par la Chambre de commerce et d'industrie de Paris : « une médiation et un arbitrage mis en œuvre entre les parties de façon simultanée ce qui permet de trouver, dans tous les cas, une solution au litige : soit de manière amiable par la médiation, soit de manière contraignante par l'arbitrage. Ainsi, la médiation ne ralentit pas la recherche d'une solution contraignante et l'arbitrage, « épée de Damoclès » au-dessus de la tête des parties, crée une incitation pour une négociation rapide et efficace en médiation. »
Mais rien n'indique que les entreprises ont recours à ce système contradictoire dans la démarche du médiateur, lequel amorce son intervention en sachant qu'il va devoir éventuellement devenir arbitre dans la même affaire. Difficile alors de ne pas considérer qu'il adopte une position d'instructeur (au sens de juge dans la première phase, au lieu de n'être que médiateur).
En effet, si sa médiation n'aboutit pas, quelle qu'en soit la raison - même celle de son incompétence - le médiateur se transforme en arbitre.

## Med-arb simultané
Le med-arb simultané est une procédure imaginée par le Centre de Médiation et d'Arbitrage de Paris (CMAP). Il s'agit de la mise en place simultanée et indépendante d'une médiation et d'un arbitrage. Par voie discutée avec la médiation ou par contrainte avec un arbitrage, les parties devraient espérer avoir une solution dans un délai convenu et pour un coût fixé par avance. Le CMAP crée, en 2005, un Centre de médiation de la mer, basé à Saint-Malo. Le CMM peut être saisi sur le fondement d’une clause de médiation inscrite au contrat, ou par l’une des parties. Le délai pour trouver un accord est fixé à 2 mois.